# Скупштина у Топчидеру (1843)
Скупштина у Топчидеру је одржана 4. јуна 1843.

## Народна скупштина у Топчидеру 1843
Русија није била задовољна избором који је извршила народна скупштина 2. септембра 1842. на Врачару. Она је, потпомогиута страним силама, оспоравала избор Кнеза Александра, и после преговора који су трајали дупо времена између Русије и Порте постигнут је споразум да се избор поново изврши, a да се обезбеди слобода избора. На основу тога споразума Порта је издала налог, да српска влада именује тројицу намесника који ће вршити кнежевску власт у Србији до поновног избора. Пре избора вођи уставобранитеља имали су се удаљити из Београда и отићи у Цариград, a било је одређено да на новом избору узму учешћа и они народии прваци и избеглице који су са Кнезом Михаилом прешли било у Аустрију било у Турску или Влашку. По томе споразуму избор је требало да изврши слободно изабрана народна скупштина. Обавештена о томе споразуму српска влада сазвала је народну скупштину, али Вучић и Петронијевић нису удаљени из Србије.
Скупштина је сазвана за 4. јун 1843. y Топчидеру. Према распису који је влада послала окружетим начелницима види се да су на њој учествовали:
- 1) митрополит Србије са епископима;
- 2) из сваке епархије по два лица реда монашког, a из архидијецезе по три или четири таква лица;
- 3) из сваког округа по два мирска свештеника;
- 4) из сваке општине по један депутирац, a из општине која има 200 кућа по два депутирца;
- 5) из сваке варошке општине по два депутирца;
- 6) из вароши Београда четири депутирца;
- 7) из сваког окружја окружни начелник са два подручна му среска начелника;
- 8) из сваког окружног суда председник са још једним чланом који се већином гласова изабере;
- 9) из Апелационог суда председник и два члана.

Распис одређује да бирање треба да буде слободно: „свака општина може без изузетка сваког Србина у Србији рођеног из своје средине на ову скупштину послати“. Окружни начелници били су дужни да мотре „да се ни од које стране слобода избора општинама не ограничи“. Општинама је стављено у дужност да морају „ради опште користи бирати и изабрати људе поштене, безпристрасне, и у општем поверенију и уваженију код народа стојеће и за благостанијем народа тежеће, на које ће окружни и срески начелници, као и противу ограниченија слободе бирања пазити."
Избори су вршени по срезовима. Сваки изабрани изасланик морао је бити писмено опуномоћен, a пуномоћја су морала бити потписана од свих лица искупљених на биралишту и потврђена печатом. Пуномоћства су тако морала бити састављена „да сви представници народни као такови који уживају поверење својих бирача, имају царски ферман и налоге да слушају и да у име својих бирача све оно што за добро и полезно нађу, могу закључити“. Требало је да сСкупштинари буду на окупу у Топчидеру већ 3. јуна, да им се пуномоћства прво прегледају и протоколишу.
Прва седница ове скупштине одржана је 4. јуна, a присуствовали су јој чланови Савета, митрополити и око две хиљаде скупштинара из унутрашњости. Скупштина је држана на ливади, око једне узвишице, која је служила као трибина. Долазак Кнеза Александра са свитом бурно је акламиран. Кнез је стао на један камен, пред дворцем у Топчидеру, одакле је поздравио народ. Пошто је Кнез примио отпоздрав народа, на камен се попео Кнежев секретар Тимотеј Кнежевић који је Скупштини прочитао беседу у име Кнеза.
У својој беседи Кнез Александар говорио је о раду прошлог режима и отварао перспективе новога рада. Завршивши читање, Кнежевић је упитао гласно скупштинаре да ли су задовољни с Кнезом, на што му је „скупштина једногласно одговорила да јесте“.
Затим је узео реч Стефан Стефановић-Тенка, говорећи такође у смислу беседе Кнежеве. Он је прочитао Портин ферман којдом се налаже да се до новог избора Кнеза садашњи Кнез Александар удаљи, a да се вођи уставобраиитеља Вучић и Петронијевић морају уклонити из Србије. Скупштинари оу огорчено протестовали против те Портине одлуке. Било је, затим, још неколико говорника који су такође говорили против Портине одлуке; говорио је и Вучић који је скупштиннарима објаснио да се царски ферман мора извршити.
Наоослетку је на предлог председника Савета Стојана Симића скупштина решила да изабере једну депутацију од 150 скупштинара, која ће отићи у град да саопшти царским људима (тј. руском изасланику барону Ливему и београдсхом паши) „да се српски народ решио радије бацити своју децу и жене у воду и борити се у својим планинама до последњег тренутка него се одрећи својих права“.
Изасланик руског цара барон Ливен примио је 5. јуна скупштинску депутацију веома љубазно и настојао да јој објасми да инструкције које има од Цара Николе иду само за тим да се допринесе утврђивању мира у Србији. Настали су, после тога, дугачки преговори између Савета, барона Ливена и београдског паше, моји су завршеии споразумом:
- 1) да Кнез, Вучић и Петронијевић, пошто даду оставке на своја звања, оду из Београда у Крагујевац, a да за то време именују тројицу намесника који ће управљати земљом док се не изврши нови избор Кнеза;
- 2) да се још две хиљаде нових схупштинара позове у Београд и дода скупштини која је заседавала у Топчидеру; и
- 3) да се емигрантима који су отишли из земље са Кнезом Михаилом дозволи слободан повратак у Београд где, кад дођу, да буду разоружани и под надзором за то одређене страже сачекају да скупштина изврши избор. На сваку групу од 200 емиграната један посланик имаће право да учествује на скупштини у избору Кнеза.

Тај споразум поднесен је на одобрење скупштини 6. јуна. Скупштина је поново протестовала, па је претила опасност да саветници који су учествовали у прављењу тога споразума постану жртва разјарених депутараца. Настали су велики нереди, тако да ни Вучић ни Петронијевић нису могла да их умире. Успело се ипак да скупштина саслуша Кнеза. После његова говора скупштина је пристала да се Кнез, без давања оставке на свој положај, повуче у Манастир Раковицу, a Вучић и Петронијевмћ, чија оставка такође није била уважена, да оду у Крагујевац и ту се задрже до новог ибора Кнеза. Сем тога је скупштина пристала да представници емиграната могу да учествују у избору Кнеза. За намеснике кнежевског достојанства били су изабрани Стефан Стефановић-Тенка, Милисав Здравковић и Лазар Теодоровић, који су ту дужност вршили пошто су претходно обавестили народ једном прокламацијом о преузимању кнежевске власти.
Рок за састанак народне скупштине која је имала да изврши избор Кнеза био је заказан за 15. јуни 1843, на Видовдан, у Топчидеру. Скупштина је, по броју учесника, била свакако највећа почевши од првог устанка. Једногласно и ахламацијом за Кнеза Србије поново је изабран Александар Карађорђевић, што је званичним скупштинским актом саопштено београдском паши и представнику руског цара барону Ливену.

## О удаљивању Вучића и Петронијевића
Код др. Драгослава Страњаковића, у делу „Влада уставобранитеља“ та сцена је, на основу грађе, изнесена овако: „Он, (т.ј. Вучић) је народу говорио да треба усвојити царски захтев и да сви они, који буду морали отићи из Србије, неће бити изложени никаквој опасности. У свом говору био је прекинут од народа: Ми нећемо допустити да ви отпутујете! Ви нећете напустити Србију. Ko је тај ко сме доћи да вас од нас отргне“. — A шта ће изгубити шума, ако два дрвета нестане? питао је скупштину Вучић, мнслећи на себе и Петронијевића. „Нису то два дрвета која хоће да се оборе, већ су то две руке које хоће да одсеку свакоме од нас“, одговорили су скупштинари."